# La Corrida infernale
La Corrida infernale est la neuvième histoire de la série de bande dessinée belge Les Casseurs créée par le dessinateur Christian Denayer et le scénariste André-Paul Duchâteau, publiée de no 29 du 17 juillet à no 43 du 23 octobre 1979 pour la version belge — sinon, pour la version française,de no 201 du 17 juillet à no 215 du 23 octobre 1979, dans le journal de Tintin et éditée en album cartonné en août 1980 par les éditions du Lombard.

## Descriptions

### Personnages
- Al Russel
- Brock
- Le patron

## Publications

### Périodiques
- Tintin :
  -  de no 29 du 17 juillet à no 43 du 23 octobre 1979[1]
  -  de no 201 du 17 juillet à no 215 du 23 octobre 1979[2]

### Album
- 5 La Corrida infernale, Éditions du Lombard,  (ISBN 2-205-01776-4), août 1980
Scénario : André-Paul Duchâteau - Dessin : Christian Denayer